# Радехівський цукор
ТзОВ «Радехівський цукор» — українська компанія зі штаб-квартирою в селі Павлів, Шептицького району, Львівської області, зайнята в галузі виробництва та реалізації цукру та похідних продуктів.
Входить до структури німецької групи компаній «Pfeifer & Langen».
Випускає продукцію під торговою маркою «DIAMANT».

## Історія
10 грудня 1978 року здано в експлуатацію П'ятий Львівський цукровий завод у селі Павлів Радехівського району.
Технічний проект будівництва заводу потужністю 6 тис. тонн/добу (600 000 кг.) по переробці цукрових буряків було розроблено в 1974 році Укргіпроцукром. Будівництво цукрового заводу тривало понад чотири роки. 10 грудня 1978 року завод був зданий в експлуатацію.
Загальна площа території заводу — 159 га. Завод забезпечений під'їзними шляхами як залізничного, так і автомобільного транспорту.
Основна продукція, яка виробляється цукровим заводом — цукор-пісок, побічна — меляса та жом (сирий та гранульований).
У 2010 році завод придбала німецька компанія «Pfeifer & Langen», яка на його базі створила дочірню компанію ТзОВ «Радехівський цукор».
У травні 2013 року ТзОВ «Радехівський цукор» розширило межі своєї діяльності на територію Тернопільської області шляхом придбання виробничих потужностей Чортківського цукрового заводу.
У 2017 році «Pfeifer & Langen» придбала 6 українських цукрових заводів, які раніше належали компанії «Т-Цукор» агрохолдингу «Мрія».
Хоростківський, Козівський та Збаразький заводи ввійшли до складу ТзОВ «Радехівський цукор».

## Продукція
ТзОВ «Радехівський цукор» виготовляє  цукор білий кристалічний І-ІІІ категорій. Реалізовує цукор об'ємами від 5 тонн і використовує  різні види пакування:
- в поліпропіленових мішках з поліетиленовими вставками по 50 кг;
- м'які контейнери типу «біг-бег» (500—1000 кг);
- насипом в автоцистернах.

Для роздрібної торгівлі цукор фасується в паперове та поліпропіленове пакування по 900 гр, 1 кг, 5 кг, 10 кг, 25 кг. Випускається пресований цукор ТМ DIAMANT фасуванням по 250 гр, 500 гр, 750 гр., а також тростиновий цукор фасуванням 500 гр.
Побічними продуктами виробництва є жом сирий, жом гранульований та меляса.
Радехівський цукор в 2018 році став лідером з експорту цукру[джерело?].

## Логістика
ТзОВ «Радехівський цукор» надає послуги з доставки власної продукції по Україні.

### Вантажний автомобільний транспорт
- організація автомобільних перевезень всіх видів продукції (цукор, жом, меляса);
- можливість доставки продукції будь-яким видом автотранспорту — автоцистернами, тентовими тягачами, самоскидами, контейнерами, тощо;
- ваговий контроль під час завантаження.

### Залізничні перевезення
ТзОВ «Радехівський цукор» володіє власною залізничною інфраструктурою, а саме:
- власними під'їзними коліями з стикуванням із станцією Радехів (Радехівське виробництво) та станцією Шманьківчики (Чортківське виробництво);
- тяговим рухомим складом;
- пунктами зважування залізничних вагонів;
- пунктами завантаження в залежності від видів продукції у криті вагони, піввагони, цистерни та зерновози.

## Структура
- Радехівський цукровий завод
- Чортківський цукровий завод
- Хоростківський цукровий завод
- Козівський цукровий завод
- Збаразький цукровий завод[2]